# WWE Draft 2020
WWE Draft 2020 był piętnastym draftem amerykańskiej federacji wrestlingu World Wrestling Entertainment. Odbył się 9 października podczas odcinka tygodniówki WWE SmackDown gdzie był emitowany na żywo w Stanach Zjednoczonych za pośrednictwem stacji Fox oraz 12 października podczas odcinka tygodniówki WWE Raw gdzie był emitowany na żywo za pośrednictwem stacji USA Network.

## Zasady draftu
8 października na stronie Fox Sports opublikowano zasady draftu. Ponad 60 wrestlerów, jak także Tag Teamy, mogą być wybrani na Raw lub SmackDown, licząc wszystkich mistrzów z Raw i SmackDown.
Zasady draftu były następujące:
- Z racji że odcinek SmackDown trwa 2 godziny, a odcinek Raw 3 godziny za każde 2 wybory na SmackDown, Raw otrzymywał 3 wybory.
- Tag Teamy liczą się jako 1 wybór chyba że FOX lub USA Network chce wybrać tylko jednego członka drużyny.
- Każdy niewybrany zawodnik staje się wolnym agentem i może podpisać z brandem jaki wybierze.

## Przebieg draftu

### Część 1:SmackDown(9 października)
Podczas pierwszej części draftu 2020 odbyły się cztery rundy draftu. Chief Brand Officer (CBO) WWE Stephanie McMahon, ogłosiła wybory draftu dla każdej rundy.
| Runda | Wybór # | Zawodnik                                                                    | Brand przed draftem | Brand po drafcie | Rola                                           | Wybór brandu # |
| ----- | ------- | --------------------------------------------------------------------------- | ------------------- | ---------------- | ---------------------------------------------- | -------------- |
| 1     | 1       | Drew McIntyre                                                               | Raw                 | Raw              | Wrestler WWE Champion                          | 1              |
| 1     | 2       | Roman Reigns z Paulem Heymanem                                              | SmackDown           | SmackDown        | Wrestler i menadżer Universal Champion         | 1              |
| 1     | 3       | Asuka                                                                       | Raw                 | Raw              | Wrestlerka Raw Women’s Champion                | 2              |
| 1     | 4       | Seth Rollins                                                                | Raw                 | SmackDown        | Wrestler                                       | 2              |
| 1     | 5       | The Hurt Business (MVP, Bobby Lashley, Cedric Alexander i Shelton Benjamin) | Raw                 | Raw              | Stajnia United States Champion (Lashley)       | 3              |
| 2     | 6       | AJ Styles                                                                   | SmackDown           | Raw              | Wrestler                                       | 4              |
| 2     | 7       | Sasha Banks                                                                 | SmackDown           | SmackDown        | Wrestlerka                                     | 3              |
| 2     | 8       | Naomi                                                                       | SmackDown           | Raw              | Wrestlerka                                     | 5              |
| 2     | 9       | Bianca Belair                                                               | Raw                 | SmackDown        | Wrestlerka                                     | 4              |
| 2     | 10      | Nia Jax i Shayna Baszler                                                    | Raw                 | Raw              | Tag Team Women’s Tag Team Champions            | 6              |
| 3     | 11      | Ricochet                                                                    | Raw                 | Raw              | Wrestler                                       | 7              |
| 3     | 12      | Jey Uso                                                                     | SmackDown           | SmackDown        | Wrestler                                       | 5              |
| 3     | 13      | Mandy Rose                                                                  | Raw                 | Raw              | Wrestlerka                                     | 8              |
| 3     | 14      | Rey i Dominik Mysterio                                                      | Raw                 | SmackDown        | Tag Team                                       | 6              |
| 3     | 15      | The Miz i John Morrison                                                     | SmackDown           | Raw              | Tag Team                                       | 9              |
| 4     | 16      | Kofi Kingston i Xavier Woods                                                | SmackDown           | Raw              | Tag Team SmackDown Tag Team Champions          | 10             |
| 4     | 17      | Big E                                                                       | SmackDown           | SmackDown        | Wrestler                                       | 7              |
| 4     | 18      | Dana Brooke                                                                 | Raw                 | Raw              | Wrestlerka                                     | 11             |
| 4     | 19      | Otis                                                                        | SmackDown           | SmackDown        | Wrestler Posiadacz kontraktu Money in the Bank | 8              |
| 4     | 20      | Angel Garza                                                                 | Raw                 | Raw              | Wrestler                                       | 12             |

#### Dodatkowe wybory:Talking Smack(10 października)
10 października przeprowadzono dodatkowe wybory, które odbywały się podczas odcinka Talking Smack.
| Runda | Wybór # | Zawodnik          | Brand przed draftem | Brand po drafcie | Rola     | Wybór brandu # |
| ----- | ------- | ----------------- | ------------------- | ---------------- | -------- | -------------- |
| 5     | 21      | Humberto Carrillo | Raw                 | Raw              | Wrestler | 13             |
| 5     | 22      | Murphy            | Raw                 | SmackDown        | Wrestler | 9              |
| 5     | 23      | Drew Gulak        | SmackDown           | Raw              | Wrestler | 14             |
| 5     | 24      | Kalisto           | SmackDown           | SmackDown        | Wrestler | 10             |
| 5     | 25      | Tucker            | SmackDown           | Raw              | Wrestler | 15             |

### Część 2:Raw(12 października)
Podczas drugiej części draftu 2020 odbyło się sześć rund draftu. Chief Brand Officer (CBO) WWE Stephanie McMahon, ogłosiła wybory draftu dla każdej rundy.
| Runda | Wybór # | Zawodnik                                                     | Brand przed draftem | Brand po drafcie | Rola                                  | Wybór brandu # |
| ----- | ------- | ------------------------------------------------------------ | ------------------- | ---------------- | ------------------------------------- | -------------- |
| 1     | 1       | „The Fiend” Bray Wyatt                                       | SmackDown           | Raw              | Wrestler                              | 1              |
| 1     | 2       | Bayley                                                       | SmackDown           | SmackDown        | Wrestlerka SmackDown Women’s Champion | 1              |
| 1     | 3       | Randy Orton                                                  | Raw                 | Raw              | Wrestler                              | 2              |
| 1     | 4       | The Street Profits (Angelo Dawkins i Montez Ford)            | Raw                 | SmackDown        | Tag Team Raw Tag Team Champions       | 2              |
| 1     | 5       | Charlotte Flair                                              | Raw                 | Raw              | Wrestlerka                            | 3              |
| 2     | 6       | Braun Strowman                                               | SmackDown           | Raw              | Wrestler                              | 4              |
| 2     | 7       | Daniel Bryan                                                 | SmackDown           | SmackDown        | Wrestler                              | 3              |
| 2     | 8       | Matt Riddle                                                  | SmackDown           | Raw              | Wrestler                              | 5              |
| 2     | 9       | Kevin Owens                                                  | Raw                 | SmackDown        | Wrestler                              | 4              |
| 2     | 10      | Jeff Hardy                                                   | SmackDown           | Raw              | Wrestler                              | 6              |
| 3     | 11      | Retribution (Mustafa Ali, T-Bar, Mace, Slapjack i Reckoning) | Raw                 | Raw              | Stajnia                               | 7              |
| 3     | 12      | Lars Sullivan                                                | SmackDown           | SmackDown        | Wrestler                              | 5              |
| 3     | 13      | Keith Lee                                                    | Raw                 | Raw              | Wrestler                              | 8              |
| 3     | 14      | King Corbin                                                  | SmackDown           | SmackDown        | Wrestler                              | 6              |
| 3     | 15      | Alexa Bliss                                                  | SmackDown           | Raw              | Wrestlerka                            | 9              |
| 4     | 16      | Elias                                                        | SmackDown           | Raw              | Wrestler                              | 10             |
| 4     | 17      | Sami Zayn                                                    | SmackDown           | SmackDown        | Wrestler Intercontinental Champion    | 7              |
| 4     | 18      | Lacey Evans                                                  | SmackDown           | Raw              | Wrestlerka                            | 11             |
| 4     | 19      | Cesaro i Shinsuke Nakamura                                   | SmackDown           | SmackDown        | Tag Team                              | 8              |
| 4     | 20      | Sheamus                                                      | SmackDown           | Raw              | Wrestler                              | 12             |
| 5     | 21      | Nikki Cross                                                  | SmackDown           | Raw              | Wrestlerka                            | 13             |
| 5     | 22      | Dolph Ziggler i Robert Roode                                 | Raw                 | SmackDown        | Tag Team                              | 9              |
| 5     | 23      | R-Truth                                                      | Raw                 | Raw              | Wrestler 24/7 Champion                | 14             |
| 5     | 24      | Apollo Crews                                                 | Raw                 | SmackDown        | Wrestler                              | 10             |
| 5     | 25      | Dabba-Kato                                                   | Wolny agent         | Raw              | Wrestler                              | 15             |
| 6     | 26      | Titus O’Neil                                                 | Raw                 | Raw              | Wrestler                              | 16             |
| 6     | 27      | Carmella                                                     | SmackDown           | SmackDown        | Wrestlerka                            | 11             |
| 6     | 28      | Peyton Royce                                                 | Raw                 | Raw              | Wrestlerka                            | 17             |
| 6     | 29      | Aleister Black                                               | Raw                 | SmackDown        | Wrestler                              | 12             |
| 6     | 30      | Akira Tozawa                                                 | Raw                 | Raw              | Wrestler                              | 18             |

#### Dodatkowe wybory:Raw Talk(12 października)
12 października przeprowadzono dodatkowe wybory, które odbywały się podczas odcinka Raw Talk.
| Runda | Wybór # | Zawodnik                                  | Brand przed draftem | Brand po drafcie | Rola       | Wybór brandu # |
| ----- | ------- | ----------------------------------------- | ------------------- | ---------------- | ---------- | -------------- |
| 7     | 31      | Lana                                      | Raw                 | Raw              | Wrestlerka | 19             |
| 7     | 32      | Natalya                                   | Raw                 | SmackDown        | Wrestlerka | 13             |
| 7     | 33      | Riddick Moss                              | Raw                 | Raw              | Wrestler   | 20             |
| 7     | 34      | The Riott Squad (Ruby Riott i Liv Morgan) | Raw                 | SmackDown        | Tag Team   | 14             |
| 7     | 35      | Arturo Ruas                               | NXT                 | Raw              | Wrestler   | 21             |